# Elaenia albiceps
El fiofío crestiblanco (Elaenia albiceps) es una especie de ave paseriforme de la familia Tyrannidae perteneciente al numeroso género Elaenia. A pesar de que su área reproductiva se concentra en la cordillera de los Andes y en el sur de América del Sur, también ocurre como migrante en los inviernos australes en una gran parte del continente sudamericano. Diversos autores consideran que la presente se divide en más de una especie.

## Nombres comunes
Se le conoce también como fiofío silbón (en Argentina, Paraguay y Uruguay), fío-fío de cresta blanca (en Perú), elenia buchiblanca (en Colombia), elenia crestiblanca (en Ecuador), y fio-fío, chiflador, huiro, huío o silbador (en Chile).

## Distribución y hábitat
Es residente permanente en la región costera y andina central y sudoccidental de Sudamérica, en Ecuador, Perú, Bolivia, y el extremo norte de Chile, también es residente no permanente (emigrante en invierno) en la mayor parte de Argentina fundamentalmente al oriente, en el centro y sur de Chile, y en Tierra del Fuego.
Está presente como invernante, pero no cría, hacia el norte y este de Sudamérica, en el nordeste de Brasil, en la cuenca del Amazonas, en las regiones andino-amazónicas del oriente de Colombia, Ecuador, Perú, y norte de Bolivia, en el sudeste de Brasil, en el este de Argentina y en Uruguay. En dos tercios de toda su área de distribución en Sudamérica la especie aparece como invernante migratoria, donde no cría. Es vagabunda en las Islas Malvinas y también en 2008 fue visto un espécimen en Texas, primera vez para Estados Unidos y Norteamérica.[cita requerida]
Esta especie es localmente bastante común en la parte norteña de su rango, en hábitats tales como crecimientos secundarios y arbustales montanos, y en la parte sureña es un reproductor muy común en varios ambientes boscosos donde sus nidos llegan a ser tan numerosos como los nidos de todas las otras aves combinadas. Sin embargo y a pesar de tan abundantes en la temporada reproductiva, son raramente notados durante la migración, en parte debido a que se dispersan por un área muy vasta y en parte porque son muy difíciles de identificar en esta temporada, ya que vocalizan muy poco. Habitan desde el nivel del mar hasta los 3200 m de altitud.

## Características
Además de insectívora, es comedora de gran variedad de alimentos como hierba, frutas, semillas y néctar. Durante la reproducción austral son muy vocales, dando un interminable y afilado «fiur» o «fio», y a él se deben sus nombres vulgares; su canto del amanecer es un también afilado «brio-briyr». Los llamados de las aves andinas incluyen un abrupto «piyr», un «juio», y un afilado «brrio», el canto del amanecer típico es un «briyr, briyr-it».

## En la cultura
Es el pájaro por el cual fue nombrado el río Biobío en Chile, que le da también el nombre a la provincia de Bío-Bío y posteriormente la región del Bío-Bío.

## Sistemática

### Descripción original
La especie E. albiceps fue descrita por primera vez por los naturalistas franceses Alcide d'Orbigny y Frédéric de Lafresnaye en 1837 bajo el nombre científico Muscipeta albiceps; su localidad tipo es: «Yungas, Bolivia».

### Etimología
El nombre genérico femenino «Elaenia» deriva del griego «ελαινεος elaineos» que significa ‘de aceite de oliva’, ‘oleaginosa’; y el nombre de la especie «albiceps», se compone de las palabras del latín «albus» que significa ‘blanco’, y «ceps» que significa ‘de cabeza’.

### Taxonomía
El taxón Elaenia albiceps chilensis es reconocido como especie plena, el fiofío chileno (Elaenia chilensis), por el Congreso Ornitológico Internacional (IOC)  siguiendo a Rheindt et al. (2009) que evidenciaron que está realmente más cercanamente emparentada con Elaenia pallatangae que con la propia E. albiceps. El Comité de Clasificación de Sudamérica (SACC) precisa de propuesta, mientras Clements Checklist/eBird lo considera como subespecie.

### Subespecies
Según la clasificación Clements Checklist/eBird se reconocen seis subespecies, divididas en tres grupos, cada uno de los cuales podría representar una especie diferente, con su correspondiente distribución geográfica:
- Grupo politípico albiceps, los residentes andinos:
  - Elaenia albiceps griseigularis P.L Sclater, 1859 – suroeste de Colombia (Nariño) al sur hasta el noroeste de Perú (oeste de Cajamarca).
  - Elaenia albiceps diversa J.T. Zimmer, 1941 – Andes del centro norte de Perú (Cajamarca al sur hasta Huánuco).
  - Elaenia albiceps urubambae J.T. Zimmer, 1941 – sureste de Perú (valle del Urubamba en Cuzco).
  - Elaenia albiceps albiceps (d'Orbigny & Lafresnaye), 1837 – pendiente oriental de los andes del sur de Perú (Puno) al sur hasta el centro de Bolivia (Cochabamba).

- Grupo monotípico chilensis, los migrantes australes:
  - Elaenia albiceps chilensis Hellmayr, 1927 – se reproduce en los Andes desde el sur de Bolivia (Chuquisaca) al sur hasta Argentina (al sur hasta Catamarca y oeste de Córdoba), y de allí al sur por tierras bajas, en Chile desde Atacama, hasta Tierra del Fuego; migran al norte tan lejos como Perú, sureste de Colombia y  norte y noreste de Brasil (Pará y Bahía), y al este hasta el sureste de Brasil y Uruguay.

- Grupo monotípico modesta, los migrantes intratropicales:
  - Elaenia albiceps modesta Tschudi, 1844 – vertiente del Pacífico desde el noroeste de Perú (Lambayeque) al sur hasta el noroeste de Chile (Tarapacá).